# Heinrich Kurz (Physiker)
Heinrich Kurz (* 7. Dezember 1943 in Pennewang; † 12. März 2016 in Aachen) war ein österreichischer Physiker, der sich mit Halbleiterphysik, Nanotechnologie, Femtosekundenspektroskopie, Terahertzstrahlungs-Anwendungen und Optoelektronik befasste.

## Leben
Kurz stammte aus einer Bauernfamilie und studierte ab 1962 Physik und Mathematik an der Universität Wien mit dem Diplomabschluss in Physik 1968. Am neuen Atominstitut der österreichischen Universitäten erarbeitete er 1966–1970 seine Dissertation Beugung thermischer Neutronen an optischen Strichgittern, mit der er 1971 promoviert wurde. Danach war er bis 1981 am Philips-Forschungslabor in Hamburg, wo er an optischen Speichermaterialien arbeitete. 1981 bis 1984 war er mit einem Feodor-Lynen-Stipendium der Alexander von Humboldt-Stiftung als Research Associate an der Harvard University bei Nicolaas Bloembergen, wo er an zeitaufgelösten optischen Untersuchungen von hoch angeregten Zuständen in  Halbleitern forschte. 1983 habilitierte er sich an der Universität Hamburg und wurde 1984 Professor an der RWTH Aachen und Leiter des Labors für Femtosekundenspektroskopie an Halbleitern. 1987 erhielt er den Alfried-Krupp-Förderpreis für junge Hochschullehrer. Seit 1990 hatte er an der RWTH Aachen den Lehrstuhl für Halbleitertechnik inne. Seit 1997 war er Direktor des Advanced Micro-and Optoelectronic Center Aachen (AMICA). 2011 wurde Kurz emeritiert.
Seit 1993 war er Geschäftsführer der AMO GmbH (Gesellschaft für Angewandte Mikro- und Optoelektronik) in Aachen. Sein Nachfolger ist seit 2017 der Ingenieur Max Christian Lemme.
Er war seit 2005 Mitglied der Nordrhein-Westfälischen Akademie der Wissenschaften und der Künste.